# Ho un piano
Ho un piano è il quinto album in studio del cantautore italiano Raphael Gualazzi, pubblicato il 7 febbraio 2020.

## Descrizione
L’album è composto da undici tracce in cui sono presenti diversi livelli di lettura, grazie al lavoro di producer come Mamakass (per i brani Immobile aurora, La libertà, Vai via e Broken bones), Dade (Carioca, con cui ha partecipato al Festival di Sanremo 2020), Stabber (Questa volta no e La parodie), Federico Secondomè (Per noi), Fausto Cogliati (Nah nah), oltre allo stesso Raphael (Italià ed E se domani, di cui Stefano Nanni ha curato gli arrangiamenti orchestrali). Il brano Per noi, inoltre, fa parte della colonna sonora del film Trash - La leggenda della piramide magica.

## Tracce
1. Nah nah – 3:09 (Raphael Gualazzi) – prodotto da Fausto Cogliati
2. Immobile aurora – 3:50 (Raphael Gualazzi, Carlo Frigerio, Fabio Dalè) – prodotto da Mamakass
3. Carioca – 3:26 (testo: Raphael Gualazzi, Davide Petrella – musica: Raphael Gualazzi, Dade) – prodotto da Dade
4. Italià – 4:14 (Raphael Gualazzi) – prodotto da Raphael Gualazzi - arrangiamenti orchestra di Stefano Nanni
5. Questa volta no – 3:29 (testo: Raphael Gualazzi, Tony Canto – musica: Raphael Gualazzi, Stabber) – prodotto da Stabber
6. La libertà – 3:30 (Raphael Gualazzi, Federico Secondomè) – prodotto da Mamakass
7. La parodie – 2:46 (testo: Raphael Gualazzi – musica: Raphael Gualazzi, Stabber) – prodotto da Stabber
8. Vai via – 4:39 (Raphael Gualazzi, Carlo Frigerio, Fabio Dalè) – prodotto da Mamakass
9. Broken bones – 3:40 (Raphael Gualazzi, Fabio Dalè, Carlo Frigerio) – prodotto da Mamakass
10. Per noi – 3:01 (Raphael Gualazzi, Federico Secondomè) – prodotto da Federico Secondomè
11. E se domani (feat. Simona Molinari) – 4:04 (testo: Giorgio Calabrese – musica: Carlo Alberto Rossi) – prodotto da Raphael Gualazzi - arrangiamenti orchestra di Stefano Nanni

## Classifiche
| Classifica (2020) | Posizione massima |
| ----------------- | ----------------- |
| Italia            | 34                |